# Pescennina grismadoi
Espèce
Pescennina grismadoi est une espèce d'araignées aranéomorphes de la famille des Oonopidae.

## Distribution
Cette espèce est endémique du département de Santa Cruz en Bolivie,. Elle se rencontre à Guarayos.

## Description
La femelle holotype mesure 1,74 mm.

## Étymologie
Cette espèce est nommée en l'honneur de Cristian José Grismado.

## Publication originale
- Platnick & Dupérré, 2011 : The goblin spider genus Pescennina (Araneae, Oonopidae). American Museum novitates, no 3716, p. 1-64 (texte intégral).